# David Molina
David Alejandro Molina Guerra (né le 14 mars 1988 à Tegucigalpa au Honduras) est un footballeur international hondurien, qui évolue au poste de défenseur.

## Biographie

### Carrière en sélection
Avec l'équipe du Honduras, il joue deux matchs (pour aucun but inscrit) en 2008-2009. Il figure notamment dans le groupe des sélectionnés lors de la Gold Cup de 2009.
Il participe également aux Jeux olympiques de 2008. Lors du tournoi olympique, il joue trois matchs : contre l'Italie, le Cameroun et la Corée du sud.

## Palmarès
CD Motagua
- Championnat du Honduras (1) :
  - Champion : 2011 (Clôture).

- Copa Interclubes UNCAF (1) :
  - Vainqueur : 2007.